# Burgschell

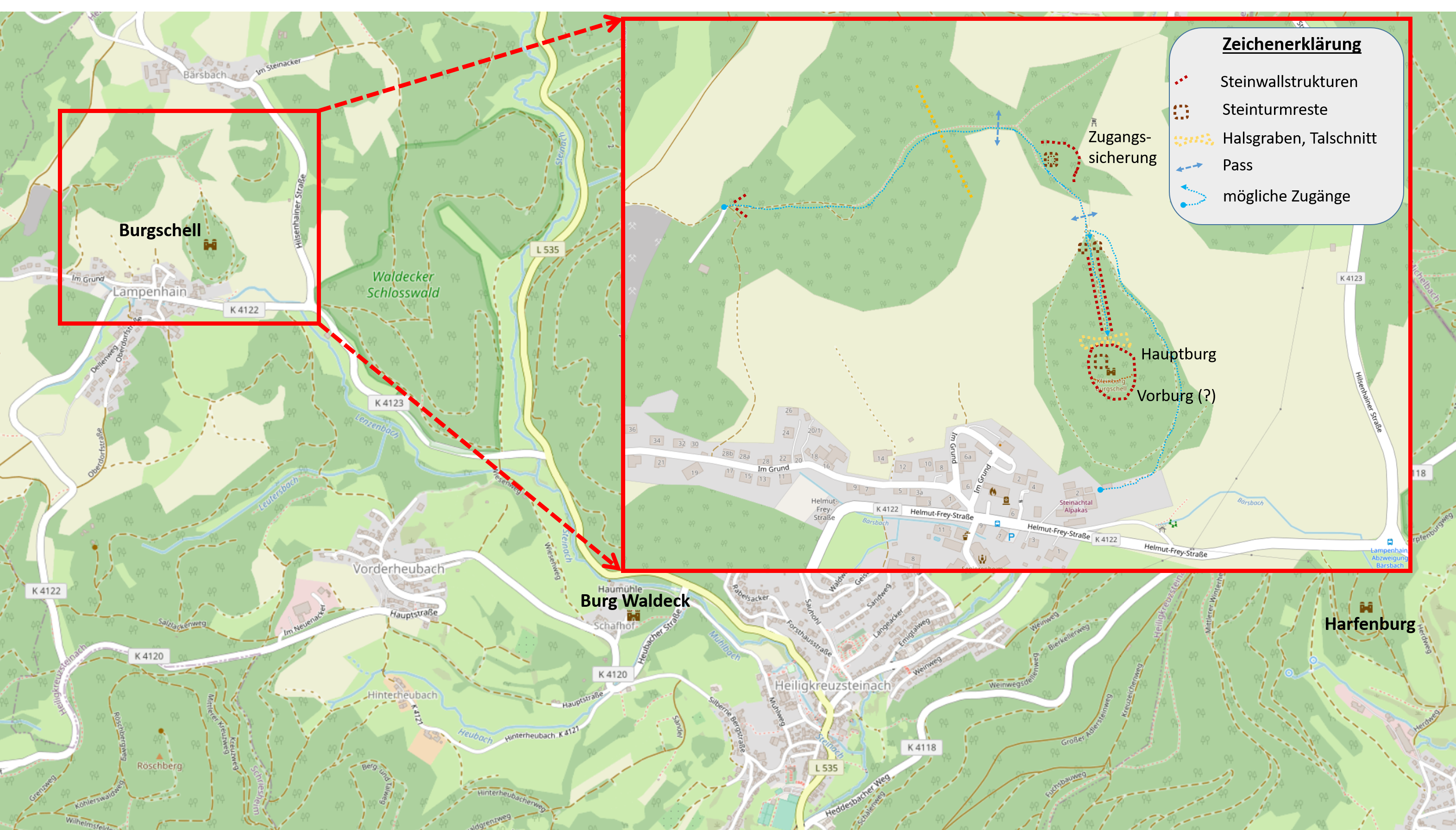
Lage der Burg und bekannter Strukturen

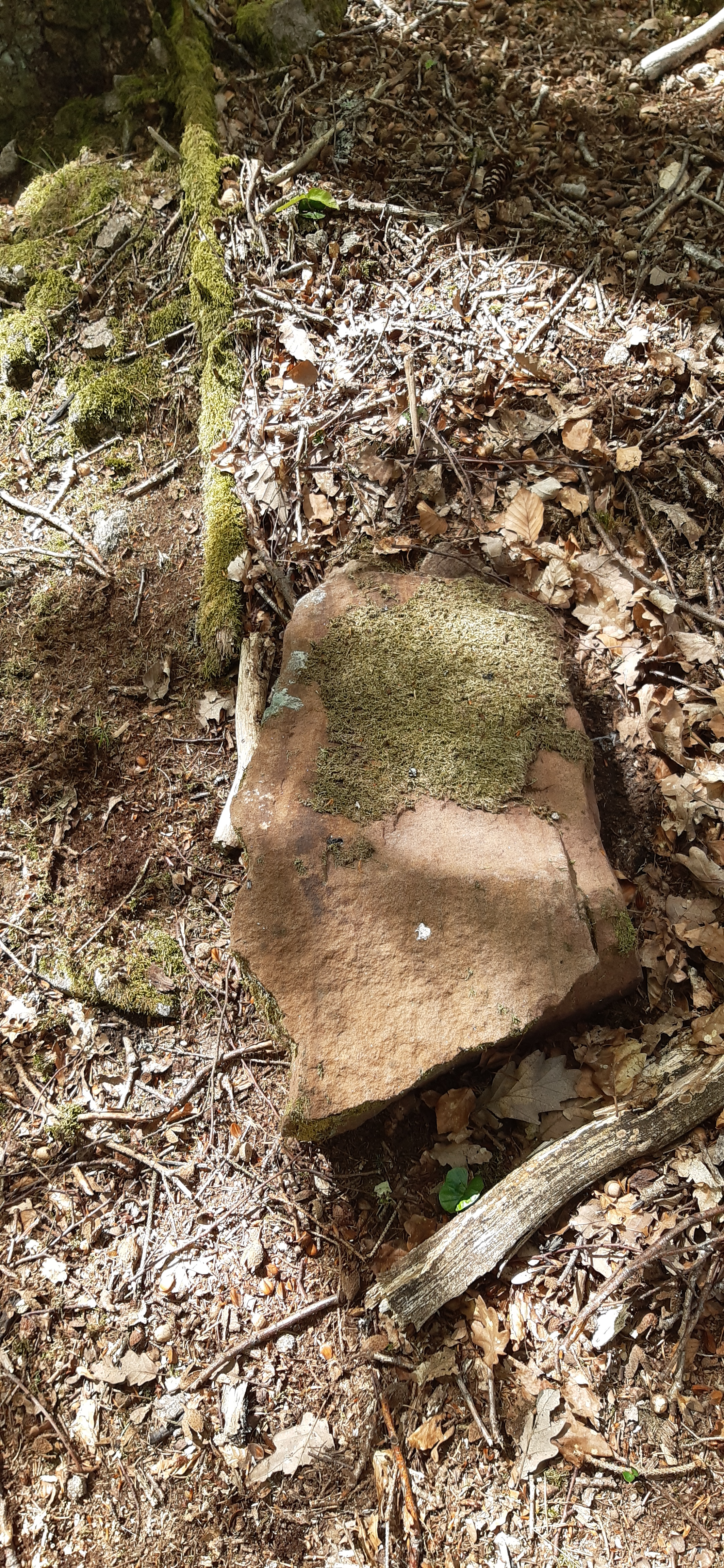
Sandsteinreste auf dem Burgberg, der selbst aus einer anderen Gesteinsformation besteht.

Burgschell, auch Burg Bürgel oder Burg Lampenhain genannt, ist eine abgegangene hochmittelalterliche Höhen- und Rodungsburg auf einem Berggrat auf Lampenhainer Gemarkung zwischen Lampenhain und Bärsbach, heutige Ortsteile der Gemeinde Heiligkreuzsteinach im Rhein-Neckar-Kreis in Baden-Württemberg.

## Lage
Die Burgreste liegen auf einem gratartigen, ins Tal vorspringenden Ausläufer eines geringfügig höheren Berges im südwestlichen Odenwald in leicht dominierender Lage um die damals entstehenden Waldhufendörfer dieser Region zu schützen und kontrollieren zu können. Die nur von einem Grat aus Norden zu erreichende Burganlage auf einem nach Süden vorstoßenden Bergsporn, bot durch den sonst nach allen Seiten steil in die Täler abfallenden Bergflanken einen sehr guten Blick in die kleinen Rodungstäler von Lenzenbach im Osten und Bärsbach im Westen und Süden sowie Blickfreiheit bis ins Tal der Steinach im Südosten.

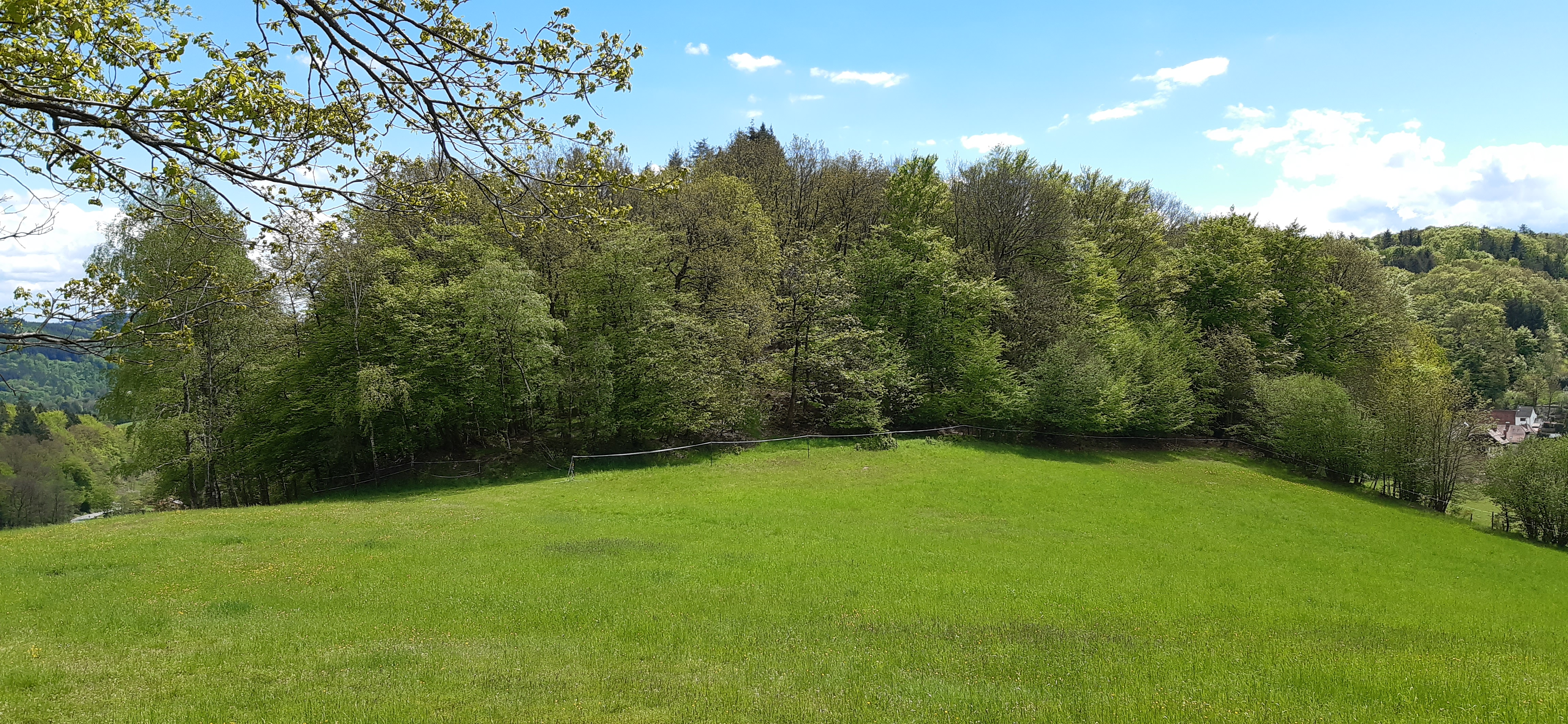
Zugang zur Burgschell, Blick von Norden
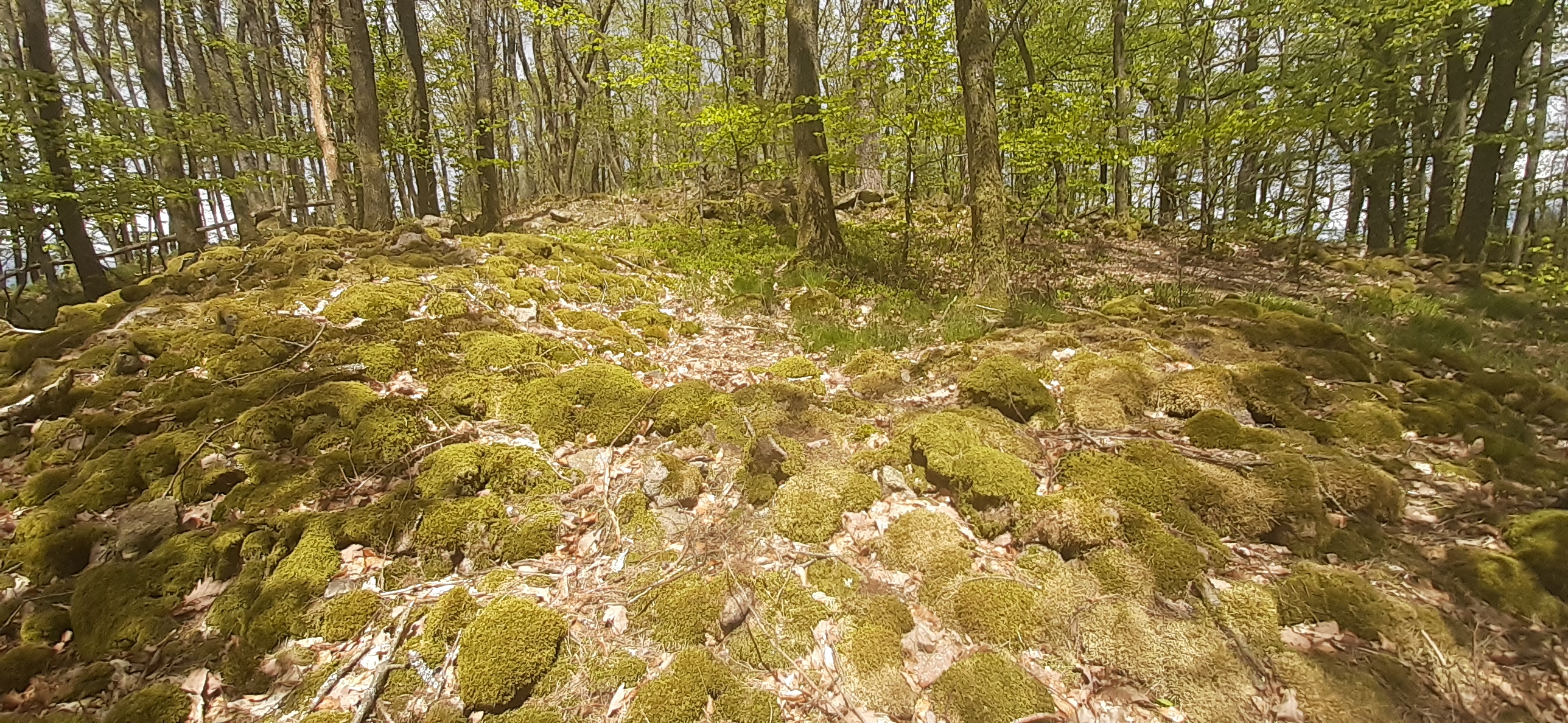
Reste eines Turmes auf dem Vorberg nördlich der Burgschell
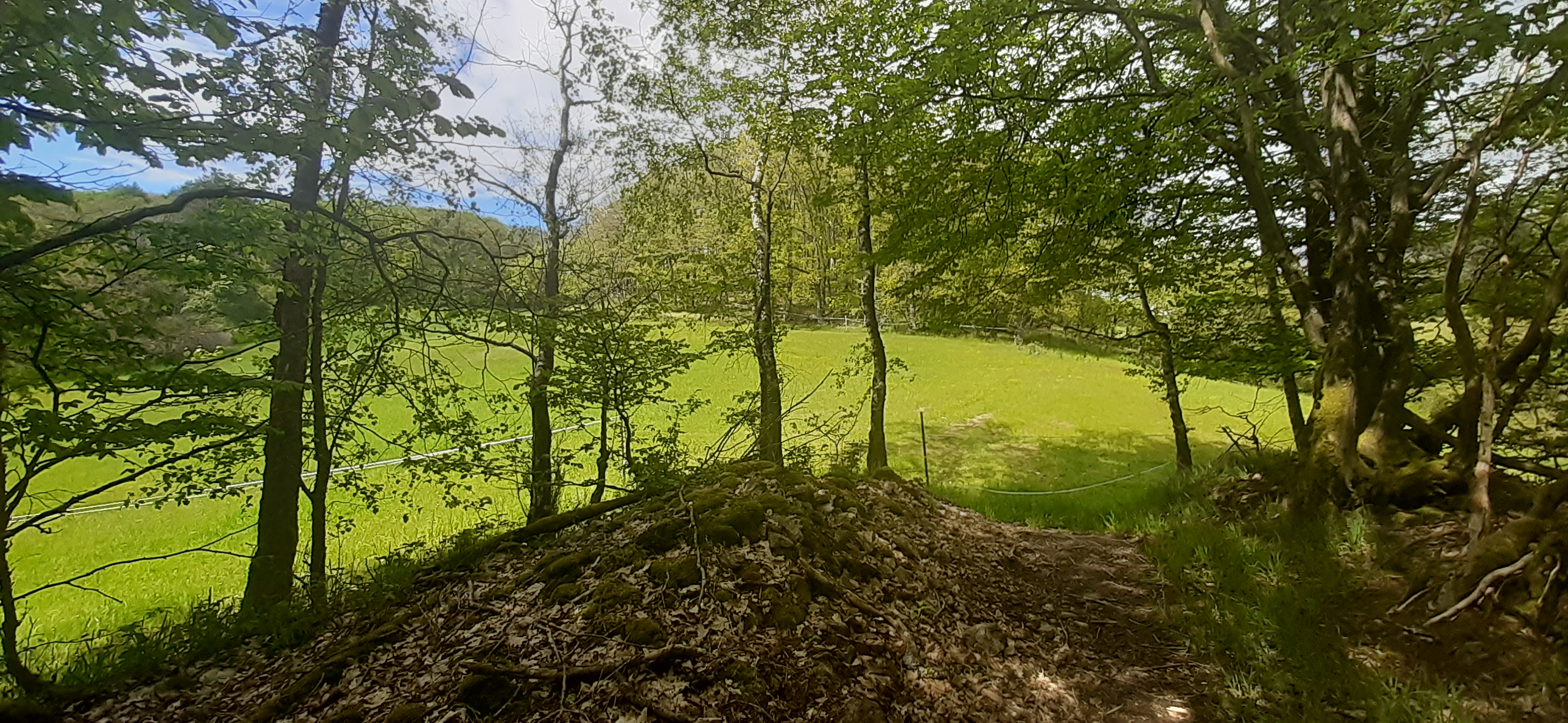
Blick vom Burgschell-Zugang Richtung Vorberg; links Turmreste, die zu beiden Seiten des Gratweges liegen

## Geschichte
Aufgrund seiner wenig fruchtbaren und kaum besiedelten Täler wird der südwestliche Odenwald als ein spätes Rodungsgebiet des 12. Jahrhunderts angesehen. Dieses Gebiet wurde im Auftrag der Herren von Strahlenberg, mit ihrer nahen Stammburg der Strahlenburg bei Schriesheim, besiedelt, obwohl die Landschaft eigentlich Allmende der Bergstraßendörfer und besonders der Stadt Ladenburg war. Erst 1315 konnte der Bischof von Worms, Emmerich von Schöneck, als Landesherr vertraglich den Verzicht auf die Gründung weiterer Siedlungen erreichen. Die Strahlenberger mussten ihre Rodungen als Lehen den Wormser Bischöfen antragen. Eines der frühesten Dörfer des südwestlichen Odenwaldes ist Lampenhain zu Füßen der Burgschell. Die Burgschell wird als Vorgängerburg der etwa zwei Kilometer südöstlich liegenden Burg Waldeck angesehen. Nach Thomas Steinmetz sind beide Burgen, genau wie die unweite Harfenburg als die einzigen ausgesprochenen Rodungsburgen des Odenwaldes anzusehen. Möglicherweise ist hier der Ursprung der Herrschaft Waldeck zu suchen.

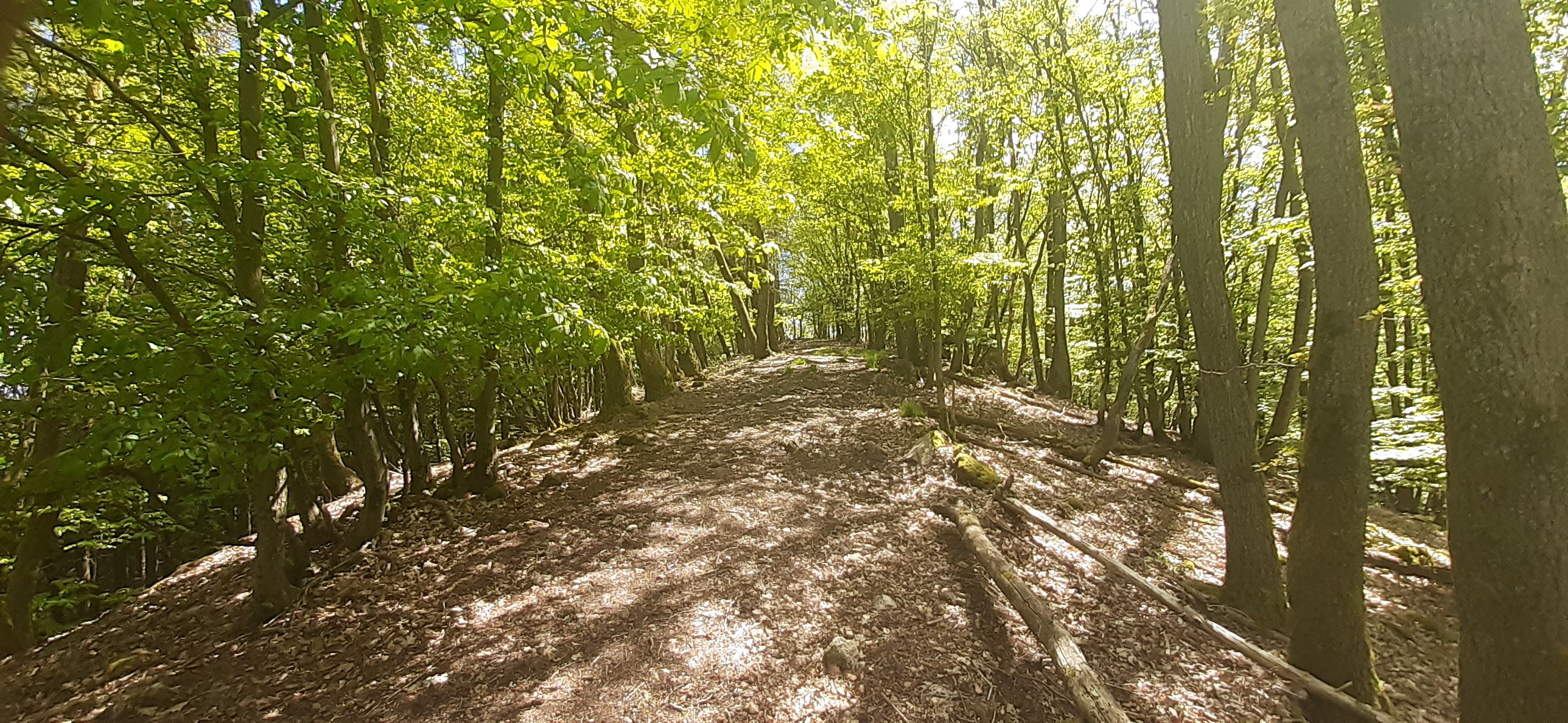
Zugangsgrat zur Burgstelle
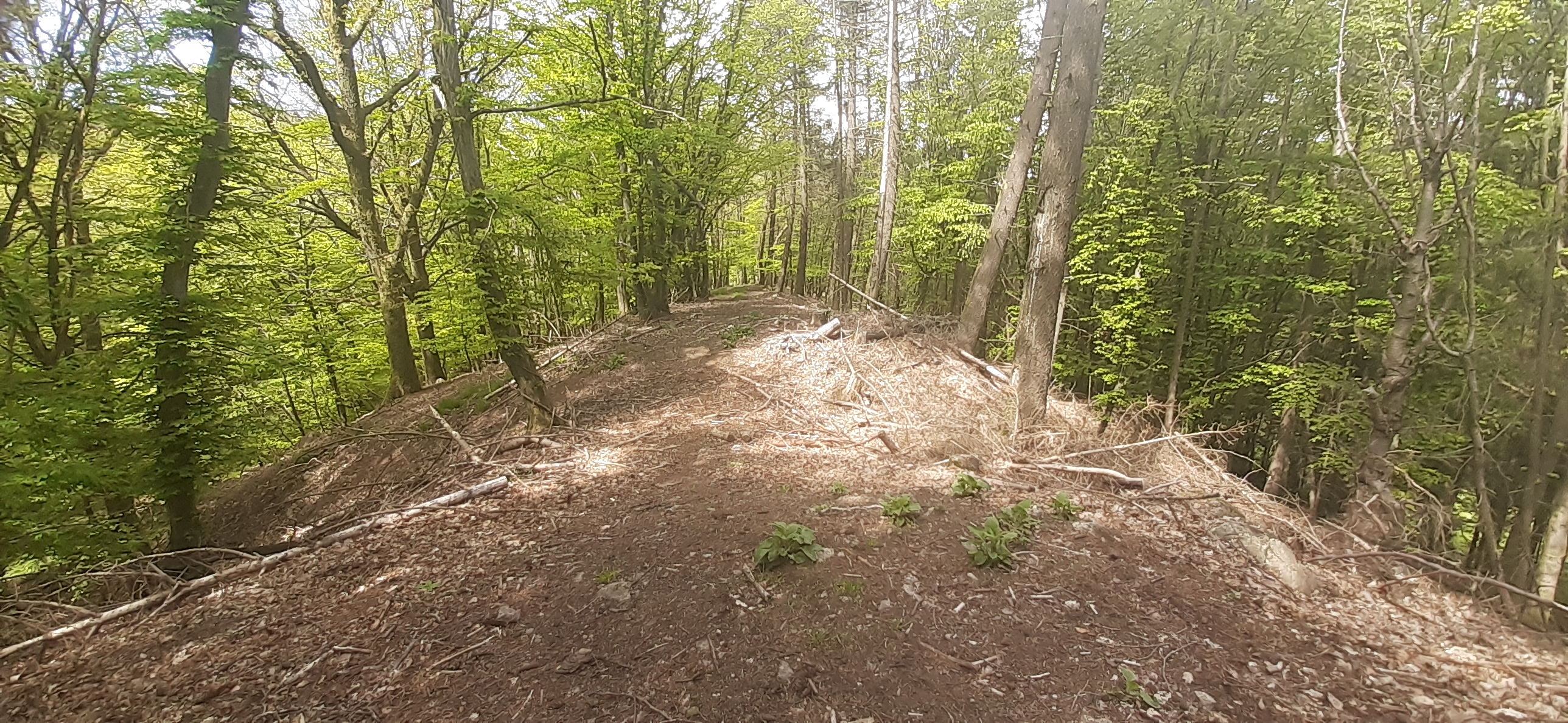
Der teils zugeschüttete Halsgraben
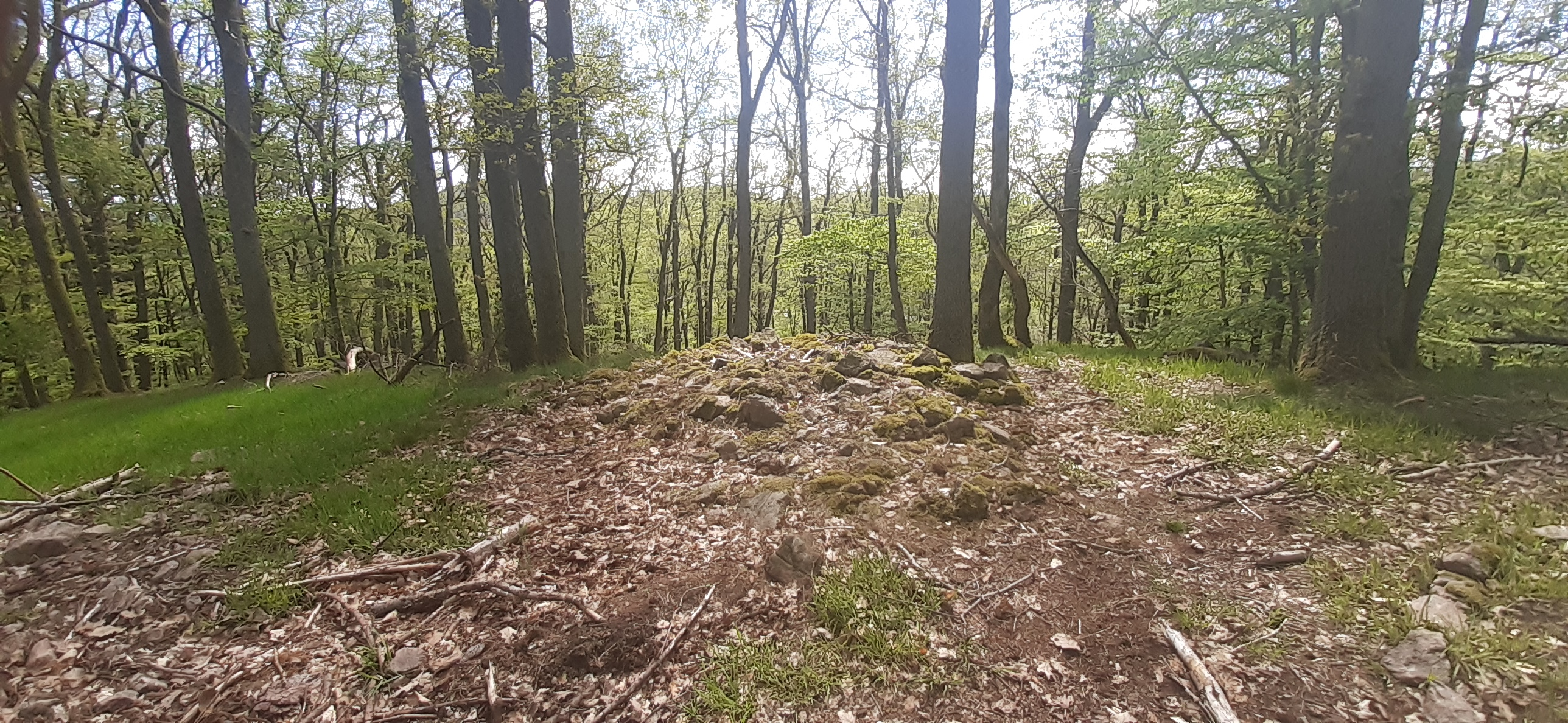
Reste eines vermuteten Steinturms auf dem Burgplateau
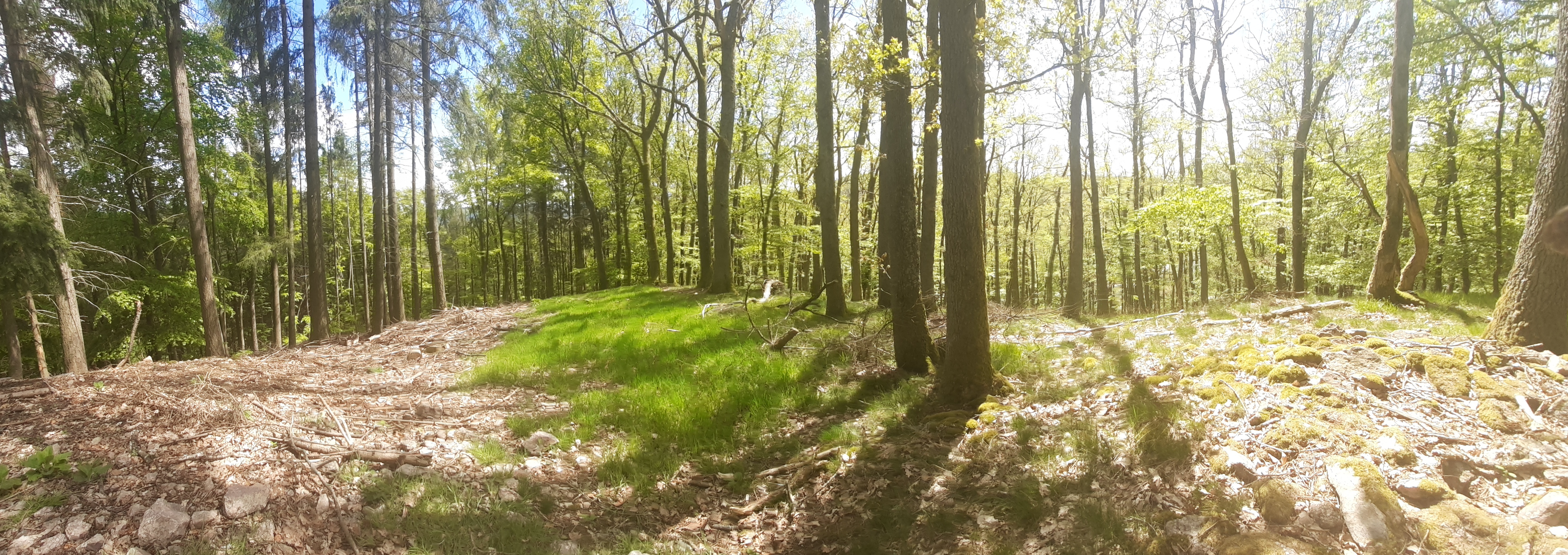
Blick über den Burgstall, das Plateau ist nach Süden abgesenkt (Vorburg?)

Wann genau die Burgschell erbaut wurde, ist ohne archäologische Untersuchungen und Schriftquellen nicht zu entscheiden. Von einem frühen Ende bzw. Aufgabe der Burgschell kann ausgegangen werden: Bereits 1301 wurde die Burg Waldeck in einer Urkunde erwähnt, in der Sophie von Strahlenberg und ihre Söhne der Kurpfalz das Öffnungs- und Vorverkaufsrecht für ihre Burgen gewährte – die Burgschell aber nicht mehr vorkommt; vielleicht aufgrund der weiter ins Odenwaldinnere fortschreitenden Rodungstätigkeit.
Da außer einem vermutlichen Steinturm kaum Steinreste gefunden wurden, wird derzeit davon ausgegangen, dass die Burg nur in Holz erbaut wurde.

## Beschreibung
Das künstlich angelegte Burgplateau, etwa 50 Meter über der Talaue, mit einem Durchmesser von etwa 11 mal 15 Meter befindet sich bei 430 m ü. NN auf der höchsten Stelle des Berges und war vermutlich durch massive Holzpalisaden geschützt. Der Zugang zur Burg war durch einen rund 8 Meter breiten und mindestens 2 Meter tiefen Halsgraben gesichert. Steinwälle links und rechts des Zugangsweges von Norden deuten darauf hin, dass der Zugang befestigt war. Dies wird durch zwei Steinschuttreste am heutigen Waldansatz links und rechts des Weges noch betont. Möglicherweise stand hier eine Art Torhaus, die den gratartigen Zugang sicherte.
Die Burganlage mit einer Kernburg und einer möglichen Vorburg auf einem etwa einem Meter tiefer liegenden 11 mal 18 Meter großen Plateau verfügte vermutlich über einen mehrstöckigen Holzturm der als Unterkunft und zur Verteidigung bei Angriffen diente. Der Eingang war wahrscheinlich durch ein hölzernes Tor mit einem Torturm gesichert.
Am südlichen Berghang befindet sich ein mit Granitsteinen angelegter Pfad zur Burg hinauf, der wohl dem Transport von Trinkwasser auf die Burg diente.
Etwa hundert Meter nördlich des Bergsporns in etwas höherer Lage befinden sich weitere wallartige Steinreste und ein quadratiges Steingeviert mit mittiger Vertiefung (Keller?), der eine weitere Befestigung vermuten lässt. Hier wäre der einzige Zugang, der von hier weiter nach Westen abzweigt, sehr gut gesichert gewesen.

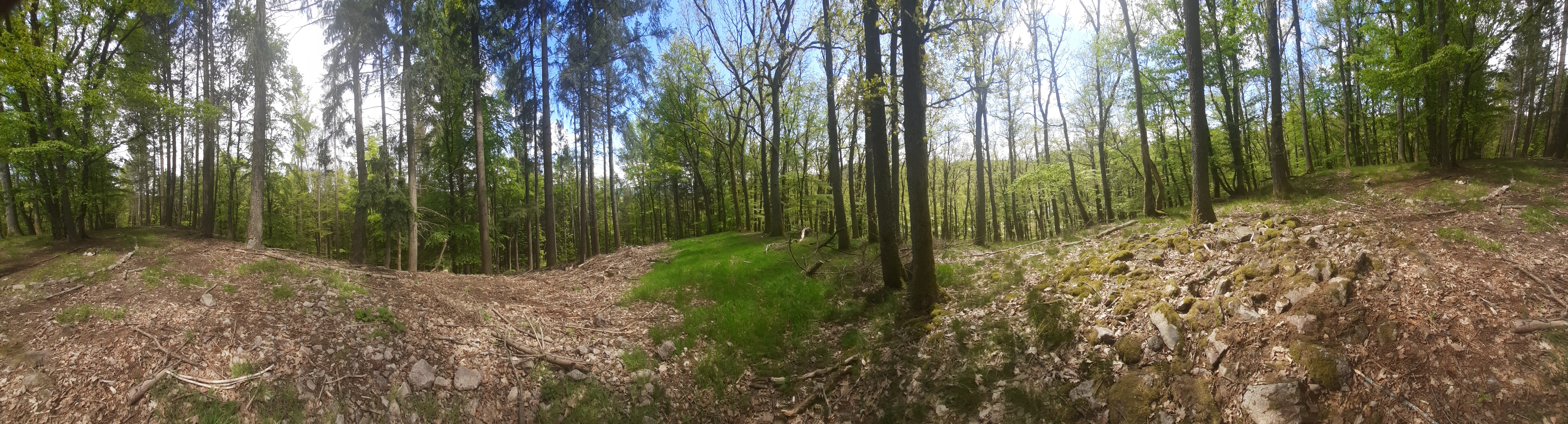
360° Panoramabild des Burgplateaus; mittig: Süden, rechts im Bild die Turmstelle